# AG Köpenhamn
AG København, Albertslund/Glostrup København, var en handbollsklubb från Köpenhamn i Danmark, bildad 2010 av affärsmannen Jesper Laustrup Nielsen, genom en sammanslagning av FCK Håndbold och AG Håndbold. Den 31 juli 2012 begärdes klubben i konkurs.

## Historia

### Bildandet

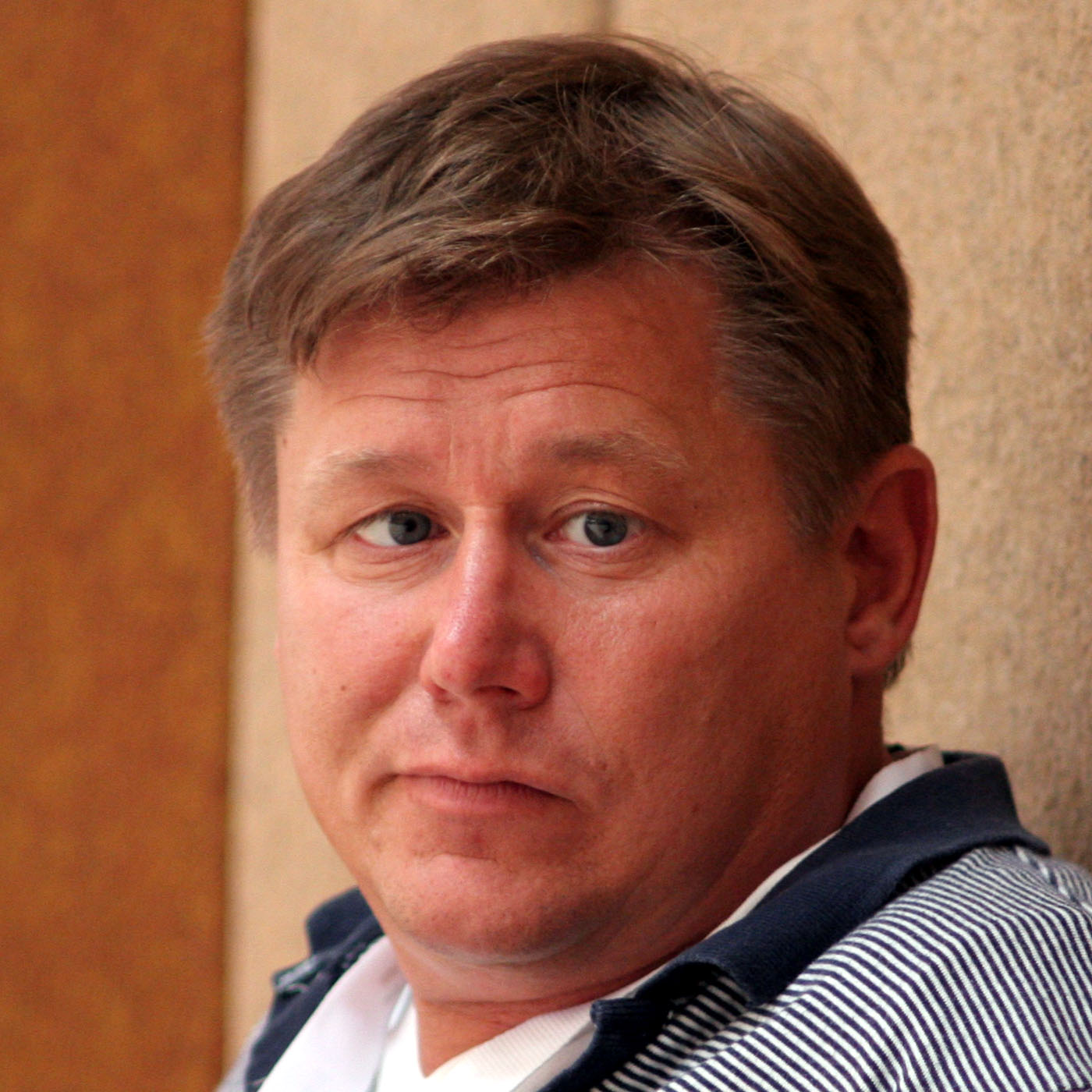
Lagets grundare Jesper Laustrup Nielsen, även kallad "Kasi-Jesper", i augusti 2011.

Klubben bildades efter en sammanslagning av FC Köpenhamns handbollssektion och AG Håndbold. AG Håndbolds dåvarande ägare KasiGroup, som styrs av affärsmannen Jesper Laustrup Nielsen, var aktören som frammanade fusionen av klubbarna och blev följaktligen AG Københavns ägare. KasiGroup äger även Rhein-Neckar Löwen i tyska Handball-Bundesliga.

### 2010/2011
Klubben övertog FC Köpenhamns plats i Herrehåndboldligaen och spelade deras första säsong 2010/2011. För att komplettera de spelare som redan ingick i truppen från klubbfusionen, till exempel Kasper Hvidt, Steinar Ege och Lars Jørgensen, började klubben att värva spelare externt. Till exempel Niclas Ekberg från Ystads IF HF, Joachim Boldsen och Mikkel Hansen från FC Barcelona och Snorri Guðjónsson från Rhein-Neckar Löwen. Trots lagets starka trupp deltog de inte i någon internationell turnering på grund av att FC Köpenhamn inte hade kvalat in till någon under föregående säsong.
I december tog klubben sin första titel, då de vann finalen av den inhemska cupen Nordea Cup mot Århus Håndbold.
AGK vann denna säsong Herrehåndboldligaen överlägset och även det följande slutspelet. Slutspelsfinalen spelades på fotbollsarenan Parken inför 36 651 åskådare. Detta var nytt världsrekord i antalet åskådare vid en match i handboll.

### 2011/2012
Säsongen 2011/2012 var AGK kvalificerat för EHF Champions League, i och med den danska mästartiteln. Klubben fortsatte med sina storvärvningar, som klubben präglats av sedan starten, och värvade bland annat Magnus Andersson som ny huvudtränare, den forne skytteligavinnaren i Handball-Bundesliga Guðjón Valur Sigurðsson och den isländske handbollslegendaren Ólafur Stefánsson.
I februari vann klubben finalen Nordea Cup för andra gången, denna gång mot Aalborg Håndbold med slutresultatet 32–26. Vid säsongens slut hade laget även försvarat ligatiteln och kommit till Final Four i EHF Champions League, där de förlorade i semifinalen mot THW Kiel.
Den 31 juli 2012 begärdes klubben i konkurs sedan ägaren Jesper Laustrup Nielsen bestämt sig för att dra sig ur klubben. Alla spelare friställdes från sina kontrakt. Kvarlevorna av klubben, utom de spelare som värvats av andra klubbar, gick ihop  med KIF Kolding och bildade KIF Kolding København.

## Meriter
- Danska mästare: 2011, 2012
- Danska cupmästare: 2010, 2011

## Spelartrupp
| Nr | Land    | Pos | Namn                    |
| -- | ------- | --- | ----------------------- |
| 1  | Danmark | MV  | Kasper Hvidt            |
| 12 | Norge   | MV  | Steinar Ege             |
| 3  | Danmark | H6  | Kasper Ottesen          |
| 5  | Island  | V9  | Arnór Atlason           |
| 7  | Danmark | M6  | René Toft Hansen        |
| 8  | Danmark | F   | Lars Jørgensen          |
| 9  | Island  | V6  | Guðjón Valur Sigurðsson |
| 10 | Island  | M9  | Snorri Guðjónsson       |

| Nr | Land    | Pos | Namn               |
| -- | ------- | --- | ------------------ |
| 11 | Island  | H9  | Ólafur Stefánsson  |
| 15 | Danmark | M6  | Henrik Toft Hansen |
| 18 | Sverige | H6  | Niclas Ekberg      |
| 19 | Spanien | H9  | Cristian Malmagro  |
| 20 | Danmark | V6  | Stefan Hundstrup   |
| 22 | Danmark | V9  | Mads Mensah Larsen |
| 23 | Danmark | M9  | Joachim Boldsen    |
| 24 | Danmark | V9  | Mikkel Hansen      |